# Owlboy
Owlboy è un videogioco a piattaforme pubblicato nel 2016 da D-Pad Studio per Microsoft Windows.
Videogioco indipendente sviluppato a partire dal 2008, ha ricevuto numerosi premi negli anni 2010. Il platform è ispirato a Super Mario Bros. 3.

## Trama
Il protagonista di Owlboy è un ragazzo gufo di nome Otus.